# Albert Gonzalez
Albert Gonzalez é um hacker e cracker que foi acusado de liderar o roubo e venda de dados pessoais de mais de 140 milhões de cartões de crédito de 2005 até 2007.
Gonzalez e seus cúmplices usaram o método injeção sql e malwares para criar backdoors em muitos sistemas corporativos e roubar informações dos computadores.
Na época de atividades gonzalez fez uma festa de aniversário no valor de 75000 Dolares. Gonzalez passava semanas em hotéis luxuosos.
Em 25 de Março de 2010, Gonzalez foi sentenciado a 20 anos de prisão.